# Stereopalpus pruinosus
Stereopalpus pruinosus är en skalbaggsart som beskrevs av Leconte 1874. Stereopalpus pruinosus ingår i släktet Stereopalpus och familjen kvickbaggar. Inga underarter finns listade i Catalogue of Life.